# Limosina regularis
Limosina regularis är en tvåvingeart som först beskrevs av Malloch 1914.  Limosina regularis ingår i släktet Limosina och familjen hoppflugor.
Artens utbredningsområde är Costa Rica. Inga underarter finns listade i Catalogue of Life.